# Pionnenstructuur
Met de pionnenstructuur wordt in het schaken de opstelling van de pionnen ten opzichte van elkaar bedoeld. 
Door het vormen van vrijpionnen, pionnenketens en duo's kan de pionnenstructuur verbeterd worden. Achtergebleven pionnen, geïsoleerde pionnen en dubbelpionnen verslechteren de structuur juist.